# Brödtaggsvamp
Brödtaggsvamp (Sarcodon versipellis) är en svampart som först beskrevs av Elias Fries, och fick sitt nu gällande namn av T. L. Nikolajeva 1961. Brödtaggsvamp ingår i släktet Sarcodon och familjen Bankeraceae.  Arten är reproducerande i Sverige. Inga underarter finns listade i Catalogue of Life.